# Scopula oppunctata
Scopula oppunctata là một loài bướm đêm trong họ Geometridae.